# Обрембізна
Обрембізна (пол. Obrębizna) — село в Польщі, у гміні Турек Турецького повіту Великопольського воєводства.
Населення — 221 особа (2011).
У 1975-1998 роках село належало до Конінського воєводства.

## Демографія
Демографічна структура станом на 31 березня 2011 року:
|          | Загалом | Допрацездатний вік | Працездатний вік | Постпрацездатний вік |
| -------- | ------- | ------------------ | ---------------- | -------------------- |
| Чоловіки | 113     | 26                 | 78               | 9                    |
| Жінки    | 108     | 21                 | 66               | 21                   |
| Разом    | 221     | 47                 | 144              | 30                   |